# 大井光矩
大井 光矩（おおい みつのり）は、南北朝時代、室町時代の武将、信濃国大井城主。甲斐守大井光栄の嫡子。信濃守護代。

## 生涯
『四鄰譚藪』に「大井治部少輔光房は応永7年『大塔軍記』に大井治部少輔光矩とあり」、光房とも称したらしい。
父光栄の後を継いで信濃守護代となり、同じく小笠原政長の後を継いだ信濃守護小笠原長基を補佐した。
応永6年（1399年）、斯波義将に代わり信濃守護となった小笠原長秀（長基の子）は、応永7年（1400年）7月、京都から佐久に入り光矩と信濃統治の相談をしたが、9月守護側に反乱を起こした有力国人領主の連合軍（村上満信、伴野、平賀、海野、高梨、井上、須田、島津氏、大文字一揆の仁科、祢津氏など）四千余騎に守護小笠原軍八百余騎は大敗した（大塔合戦）。
この時光矩は守護代であり、また国人連合の一人としてどちらにもつかず、五百騎を率いて丸子にとどまっていたが、大塔の古城に立て篭もった小笠原軍の三百余騎が全滅するにいたって仲介に入り、村上満信と談合して軍を引かせたので長秀は京都に逃げ帰った。
応永10年（1403年）、幕府代官細川慈忠が奥郡平定に進軍した時、村上満信、伴野、井上、須田氏等と共に挙兵するが、幕府への抵抗は小規模で徐々に平定された。
応永23年（1416年）、佐久から鎌倉に向かう途中、藤沢で没した。